# 2I/Borisov
2I/Borisov, numită inițial C/2019 Q4 (Borisov), este prima cometă interstelară observată și al doilea obiect interstelar observat după  ʻOumuamua. 2I/Borisov are o excentricitate orbitală heliocentrică de 3,36 și nu este asociat gravitațional de Soare. Cometa a trecut prin ecliptica Sistemului Solar la sfârșitul lunii octombrie 2019 și cea mai mare apropiere de Soare a avut loc la 8 decembrie 2019, la o distanță de peste 2 AU. În noiembrie 2019 astronomii de la Universitatea Yale au declarat că 2I/Borisov (inclusiv coama și coada) era de 14 ori mai mare decât dimensiunea Pământului și au specificat: „Este umilitor să realizează cât de mic este Pământul pe lângă acest vizitator dintr-un alt sistem solar”. La mijlocul lunii martie 2020 s-a observat fragmentarea cometei; mai târziu, în aprilie, au fost raportate și mai multe dovezi de fragmentare.

## Nomenclator
Cometa este denumită în mod oficial „2I/Borisov” de către Uniunea Astronomică Internațională (IAU), „2I” sau „2I/2019 Q4” fiind denumirea oficială, iar „Borisov” fiind numele său; uneori este denumită „Cometa Borisov”, mai ales în presa populară. Fiind al doilea obiect interstelar observat după  1I/ʻOumuamua, a primit denumirea „2I“, unde „I“ vine de la interstelar. Numele Borisov urmează tradiția numirii cometelor după descoperitorii lor.

## Caracteristici

### Caracteristici fizice

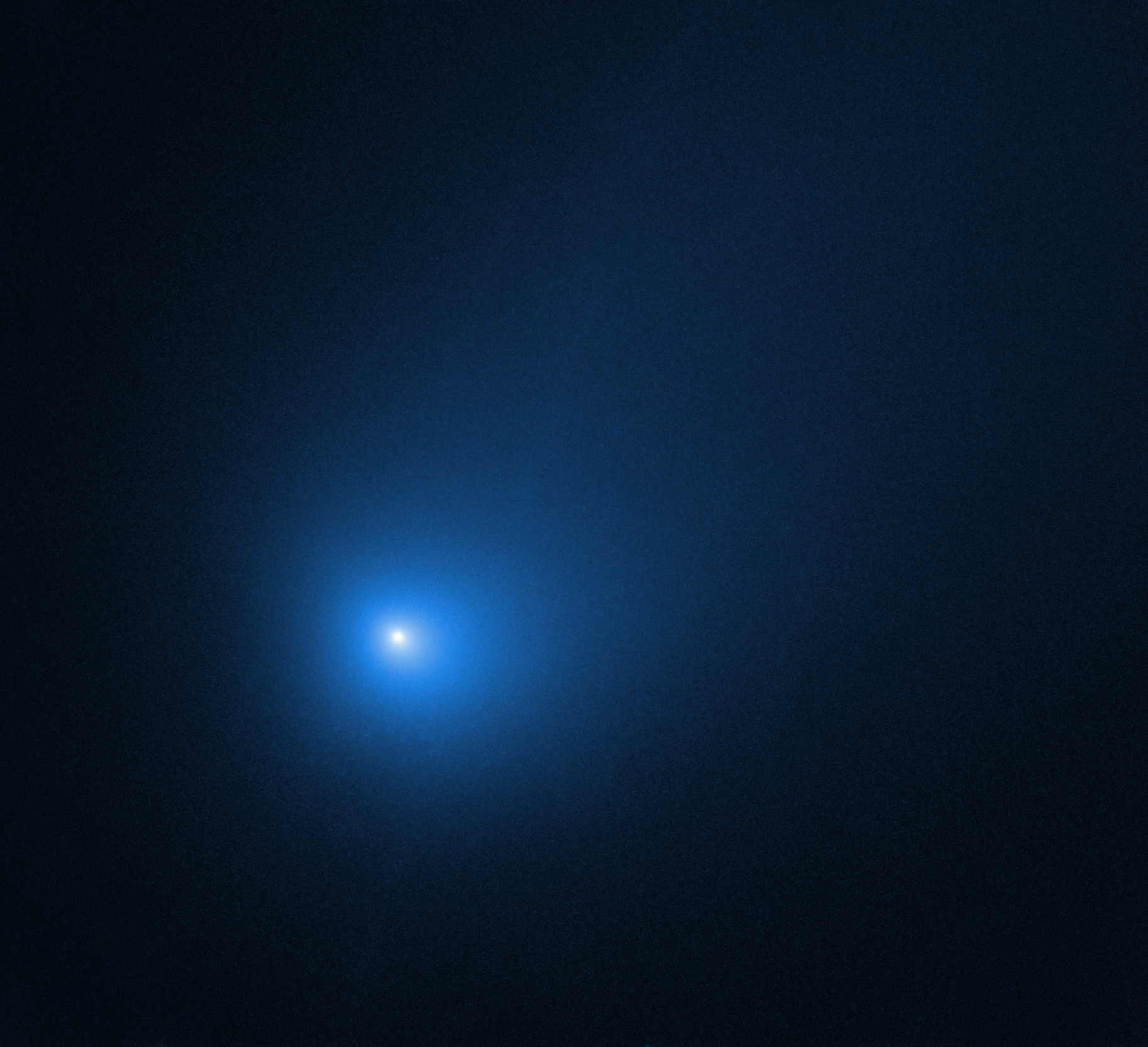
În această observație, Telescopul Spațial Hubble al NASA/ESA a revizuit cometa la scurt timp după cea mai mare apropiere de Soare în decembrie 2019.

Spre deosebire de ʻOumuamua, care avea un aspect asteroidal, nucleul lui 2I/Borisov este înconjurat de o coamă, un nor de praf și gaze. Dave Jewitt și Jane Luu estimează din dimensiunea comei sale că 2I/Borisov produce 2 kg/s de praf și pierde 60 kg/s de apă. Ei extrapolează faptul că a devenit activă în iunie 2019, când se afla la 4-5 AU de la Soare. În imaginile arhivate s-au găsit observații predescoperire a 2I/Borisov încă din 13 decembrie 2018; faptul că la 21 noiembrie 2018 nu s-au găsit informații indică că ea a devenit activă între aceste date.

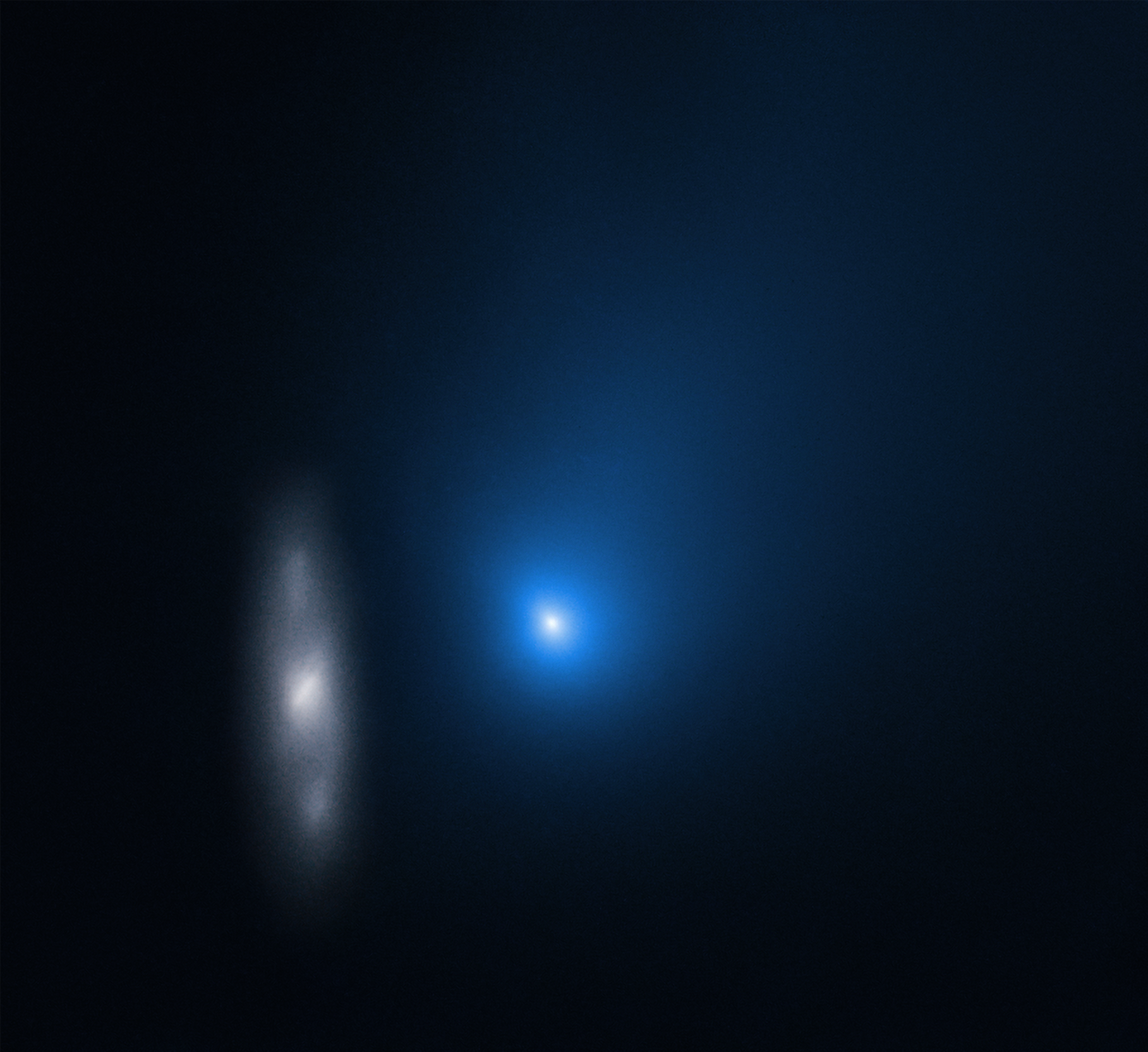
Cometa 2I/Borisov și o galaxie îndepărtată (2MASX J10500165-0152029) în noiembrie 2019.

Nucleul cometei fiind ascuns de coamă, sunt disponibile doar estimări în stare brută ale mărimii sale. O estimare inițială a diametrului nucleului cometei 2I/Borisov care variază de la 2 până la 16 km, a fost făcut de Karen Meech și echipa ei de la Universitatea din Hawaii. Guzik și colab. au estimat o dimensiune de cca 2 km, presupunând un albedo de 0,04 și că 30% din suprafață era activă. Siraj și Loeb au susținut că nucleul este probabil mic, de ordinul 1 km, pe baza distribuților de mărime preconizate ale cometelor și masa cometelor ejectate pe stea. Folosind rata de producție de cianură și presupunând că fracțiunea suprafeței sale active este mai mare de 4%, Fitzsimmons și colab. au estimat că nucleul este cuprins între 1,4 și 6,6 km în diametru. Cometa s-a apropiat la cel mult 300 de milioane de km de Terra, dincolo de orbita planetei Marte, ceea ce a împiedicat utilizarea radarului pentru a determina direct dimensiunea și forma sa. Acest lucru s-ar putea face folosind ocultarea unei stele de către 2I/Borisov, dar o ocultare ar fi greu de prevăzut, necesitând o determinare precisă a orbitei sale, iar detectarea ar necesita o rețea de telescoape mici.
Compoziția 2I/Borisov pare neobișnuită, nevăzută încă la cometele sistemului solar, fiind relativ epuizată în carbon diatomic (C2) și îmbogățită în amine (NH2).
Un spectru preliminar (de rezoluție scăzută) vizibil la 2I/Borisov a fost similar cu cometele tipice Norului Oort.. Indicii săi de culoare seamănă cu cometele cu perioadă lungă ale Sistemului Solar. Emisiile la 388 nm a indicat prezența cianurii (CN), care este de obicei prima detectată în cometele sistemului solar, inclusiv la cometa Halley. Aceasta a fost prima detectare a emisiilor de gaze de la un obiect interstelar. Ne-detectarea carbonului diatomic a fost de asemenea raportată în octombrie 2019, raportul  C2 la CN fiind ori mai mic de 0,095 ori de 0,3. Carbonul diatomic a fost detectat în mod pozitiv în noiembrie 2019, raportul  C2 la CN fiind de 0,2±0,1. Aceasta seamănă cu un grup de comete epuizate în lanț de carbon, majoritatea fiind comete din familia Jupiter. Până la sfârșitul lunii noiembrie 2019, producția de C2 a crescut dramtic, iar raportul C2 la CN a ajuns la 0,61  împreună cu apariția de benzi de amine luminoase (NH2). Un studiu folosind observații de la Hubble nu a putut găsi o variație în curba luminii. Conform acestui studiu, perioada de rotație trebuie să fi fost mai mare de 10 ore.
Cometa va ajunge la aproximativ 2 au de Soare, o distanță la care cele mai multe comete mici s-au dezintegrat. Probabilitatea ca o cometă să se dezintegreze depinde puternic de mărimea nucleului său; Guzik și colab. au estimat o probabilitate de 10% ca acest lucru să se întâmple cu 2I/Borisov. Jewitt și Luu au comparat 2I/Borisov cu C/2019 J2, o altă cometă de dimensiuni similare care s-a dezintegrat în mai 2019, la o distanță de 1,9 au față de Soare. Dacă 2I/Borisov se dezintegrează, este posibil să lase în urmă o rămășiță inactivă, similară cu 'Oumuamua.

### Traiectorie
| Obiect                 | Viteză               |
| ---------------------- | -------------------- |
| 1I/2017 U1 (ʻOumuamua) | 26,33km/s 5,55 au/an |
| 2I/2019 Q4 (Borisov)   | 32,2 km/s 6,79 au/an |

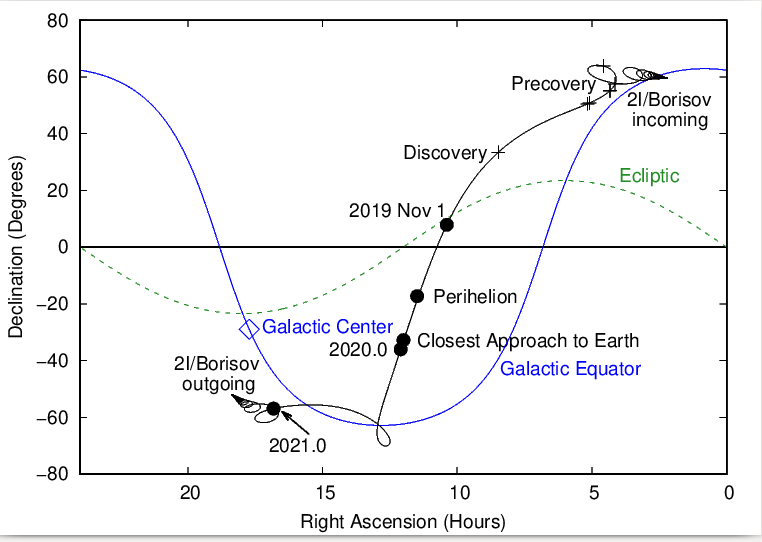
Traiectorie în cooordinate cilindrice, cu o poziție de descoperire la 30 august 2019, împreună cu poziții de predescoperire marcate la 13 decembrie 2018, care ajută la restrângerea traiectoriei de intrare

Văzută de pe Pământ, cometa a fost pe cerul nordic, din septembrie până la mijlocul lunii noiembrie. A traversat planul ecliptic la 26 octombrie în apropierea stelei Regulus, iar ecuatorul celest la 13 noiembrie 2019, intrând pe cerul sudic. La 8 decembrie 2019, cometa a ajuns la periheliu (cea mai mare apropiere de Soare) și aproape de marginea interioară a centurii de asteroizi. La sfârșitul lunii decembrie, a făcut cea mai apropiată abordare a Pământului, la 1,9 au și a avut o alungire solară de aproximativ 80°. Datorită înclinării orbitale de 44°, 2I/Borisov nu face nici o abordare apropiată notabilă a planetelor. 2I/Borisov a intrat în Sistemul Solar din direcția Cassiopeia, lângă granița cu Perseu. Această direcție indică faptul că provine din planul galactic, mai degrabă decât din halou galactic. Cometa va părăsit Sistemul Solar în direcția Telescopul. În spațiul interstelar, 2I/Borisov are nevoie de aproximativ 9.000 de ani pentru a călători un an lumină în raport cu Soarele.
Traiectoria lui 2I/Borisov este extrem de hiperbolică (cât de deformată este orbita față de un cerc perfect), având o excentricitate orbitală de 3,36. O orbită perfect circulară are excentricitatea 0, iar orice corp cu o excentricitate orbitală mai mică decât 1 se află în orbită eliptică în jurul unei stele sau alt obiect masiv (de ex. Pământul are o excentricitate de 0,0167). Excentricitatea orbitei cometei 2I/Borisov este mult mai mare decât a celor peste 300 de comete slab hiperbolice cunoscute, cu excentricități heliocentrice puțin peste 1, și chiar ʻOumuamua cu o excentricitate de 1,2.
2I/Borisov are, de asemenea, o viteză excesivă hiperbolică  ({\displaystyle v_{\infty }}) de 32km/s, mult mai mare decât ceea ce ar putea fi explicat prin perturbații. Acești doi parametri sunt indicatori importanți ai originii interstelare a 2I/Borisov. Pentru comparație, nava spațială Voyager 1, care a părăsit Sistemul Solar, se deplasează cu 16,9 km/s (3,57 au/an). 2I/Borisov are o excentricitate mult mai mare decât ʻOumuamua datorită vitezei sale în exces și a distanței semnificativ mai mari a perihelionului. La această distanță mare, gravitația Soarelui este mai puțin capabilă să îi modifice drumul pe măsură ce trece prin Sistemul Solar.

## Observare

### Descoperire

Cometa 2I/Borisov fotografiată de Telescopul spațial Hubble

Cometa a fost descoperită la 30 august 2019 de astronomul amator ucrainean Gennadi Borisov la observatorul său personal MARGO din Nauchnyy, Crimeea, folosind un telescop de 0,65 metri pe care l-a proiectat și construit singur. Descoperirea a fost comparată cu descoperirea lui Pluto de către Clyde Tombaugh. Tombaugh a fost, de asemenea, un astronom amator, care și-a construit propriile telescoape, deși el a descoperit Pluto folosind astrograful de la Observatorul Lowell. În momentul descoperirii, cometa se afla la 3 au de Soare, 3,7 au de Pământ și avea o alungire solară de 38°.
Originea interstelară a lui 2I/Borisov a necesitat confirmarea timp de câteva săptămâni. Soluțiile orbitale timpurii bazate pe observații inițiale includeau posibilitatea ca 2I/Borisov să fie un obiect din apropierea Pământului, la aproape 1,4 au de Soare într-o orbită eliptică cu o perioadă orbitală mai mică de 1 an. Ulterior, folosind 151 de observații de-a lungul a peste 12 de zile, sistemul de monitorizare Sentry de la 
Jet Propulsion Laboratory a dat un interval de excentricitate de 2,9-4,5. Însă, cu un arc de observare de numai 12 zile, exista încă îndoiala dacă era interstelar, deoarece observațiile se aflau la o alungire solară scăzută, ceea ce ar putea induce prejudecăți în date precum refracția diferențială. În cele din urmă, după mai multe observații, orbita s-a restrâns la soluția hiperbolică care a indicat o origine interstelară.

### 2019–2020
Cu excepția cazului în care cometa se dezintegrează în mod neașteptat, aceasta ar trebui să fie observată până cel puțin în septembrie 2020. Observarea lui 2I/Borisov este ajută de faptul că ea a fost detectată în timp ce a intrat în Sistemul Solar. ʻOumuamua a fost descoperită pe măsură ce părăsea sistemul și, astfel, nu a putut fi observat decât timp de 80 de zile înainte de a ieși din raza de acțiune. Datorită faptului că cea mai mare apropiere s-a produs în apropierea sărbătorilor tradiționale de sfârșit de an și a capacității de a avea observații extinse, unii astronomi au numit-o 2I/Borisov o „cometă de Crăciun”.
Observațiile care folosesc Telescopul spațial Hubble au început la 12 octombrie, când cometa s-a deplasat suficient de departe de Soare pentru a fi observată în siguranță de telescop. Hubble este mai puțin afectat de efectele confuze ale coamei decât telescoapele la sol, ceea ce îi permite să studieze curbura traiectoriei luminii a nucleului 2I/Borisov. Acest lucru ar trebui să faciliteze o estimare a mărimii și formei sale. Observațiile vor servi drept bază pentru posibile observații suplimentare, întrucât cometa se apropie de perihelion și apoi părăsește Sistemul Solar. În cazul în care nucleul se dezintegrează, așa cum se vede uneori la cometele mici, Hubble poate fi utilizat pentru a studia evoluția procesului de dezintegrare. La 12 martie 2020, astronomii au raportat dovezi observaționale ale „fragmentării în curs a nucleului” cometei.